# Oregon Trail
Der Oregon Trail war eine rund 3500 km (2200 Meilen) lange Route, über die um die Mitte des 19. Jahrhunderts Siedler aus den damals besiedelten Teilen im Osten und der Mitte der USA über die Rocky Mountains in den Westen der Vereinigten Staaten zogen. Die Strecke wurde meist in Planwagen zurückgelegt und führte durch Steppen, Wüsten und Berge, um neue Regionen im Pazifischen Nordwesten zu besiedeln. Große Teile der Route wurden auch für Trecks in andere Teile des Westens genutzt.
Anfang des 19. Jahrhunderts hatten die Briten, als Eigentümer des späteren Kanadas, und die Vereinigten Staaten vereinbart, die Gebiete westlich der Rocky Mountains gemeinsam zu besiedeln, doch wenige Jahre nachdem die ersten amerikanischen Pioniere eingetroffen waren, beschlossen die beiden Staaten 1846 im Oregon-Kompromiss, das Gebiet entlang des 49. Breitengrads zu teilen. Die Besiedelung der südlichen, US-amerikanischen Hälfte begann damit erst richtig und der Oregon Trail gewann an Bedeutung. Ab 1847 zogen auch die Angehörigen der Kirche Jesu Christi der Heiligen der Letzten Tage (Mormonen) auf dem Trail über die Berge, zweigten dann aber auf dem Mormon Trail zum Großen Salzsee ab. Als 1849 der kalifornische Goldrausch ausgebrochen war, entwickelte sich aus dem Oregon Trail der California Trail, der bis über die Rocky Mountains mit der bekannten Route identisch war und erst danach südlicher verlief. Die Zeit der Trecks und des Oregon Trails war schlagartig zu Ende, als 1869 die erste transkontinentale Eisenbahnverbindung vollendet wurde. Der Trail wurde 1978 in das National Trails System aufgenommen.
Der Oregon Trail wurde zum allergrößten Teil von Ost nach West bereist. Die Reise in die umgekehrte Richtung war ungleich gefährlicher, da nur in kleinen Gruppen gereist werden konnte und seit dem kalifornischen Goldrausch Gold bei ihnen vermutet wurde. Gemäß einer Schätzung reisten 1853 etwa 1200 Personen und 1855 etwa 600 bis 1000 von West nach Ost. In denselben Jahren zogen mehr als 35.000 Personen (1853) resp. knapp 7000 Personen (1855) von Ost nach West.

## Geschichte

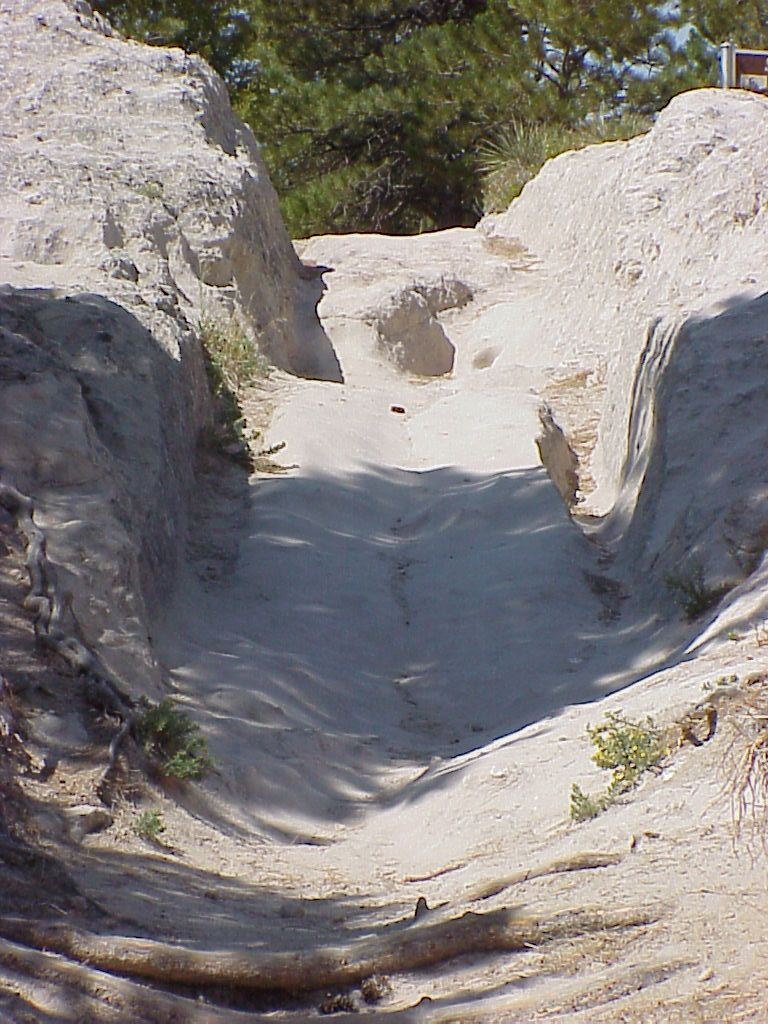
Oregon Trail Ruts in Wyoming, eine National Historic Landmark, wo man die Spuren der Pferde und der Wagenräder noch im Sandstein erkennen kann

Dank der Lewis-und-Clark-Expedition von 1804/1806 gab es erste Karten von Teilen der Strecke. Allerdings war die von der Expedition benutzte Route über den Lolo Pass in den Rocky Mountains zu steil für Siedler mit Gepäck und Planwagen. Im Jahre 1810 initiierte die American Fur Company von John Jacob Astor eine Expedition, um eine Versorgungsroute für den Pelzhandelsstützpunkt Fort Astoria an der Mündung des Columbia Rivers zu finden. Obwohl die Expedition und der Stützpunkt ein Fehlschlag waren, fanden die 1811 zurückkehrenden Astorians eine weitaus bessere Route durch die Rocky Mountains: den South Pass. Ihre Entdeckung wurde jedoch im offiziellen Bericht nicht erwähnt, weil die American Fur Company nicht in den zentralen Rocky Mountains operierte und den Pass ihren Konkurrenten nicht bekanntgeben wollte.
Einige Expeditionsberichte, zum Beispiel die von Leutnant Zebulon Pike (1806) und Major Steven Long (1819), beschrieben die Great Plains als ungeeignet für eine Besiedlung und nannten die Gegend „die große amerikanische Wüste“. Die Great Plains galten teilweise bis beinahe 1880 als unbewohnbare Wüste. Gleichzeitig berichteten erste Missionare seit 1818 euphorisch aus Oregon. Missionare, Politiker sowie frühe Siedler und Geschäftsleute im Westen, wie Johann August Sutter und John Marsh propagierten den Westen als sehr fruchtbar und klimatisch angenehm. Sogar die Reise in den Westen beschrieben sie als gesundheitlich förderliche Kur.

### Frühe Siedlertrecks
Im Februar 1824 zeigten Crow- und Cheyenne-Indianer den South Pass einer Trapper-Gruppe des Pelzhandelsunternehmens Ashley & Henry (der späteren Rocky Mountain Fur Company) unter der Leitung von Jedediah Smith. Diese erkannten die Bedeutung sofort und der Pfad wurde von da an regelmäßig von Pelzjägern und -händlern benutzt. Ihnen schlossen sich zuweilen Missionare der Methodisten und Presbyterianer an, die über die Rockys nach Oregon reisten. In den 1830er Jahren verbreitete sich über Zeitungen die Meldung, dass der Pelzhändler William Sublette erfolgreich mit Wagen zu einem Rendezvous am South Pass und zurückgereist war. Bis dahin galten die Rocky Mountains für Wagen als unbezwingbares Hindernis. 1840 begleiteten Joel Walker und seine Familie als erste Siedler die Pelzhandelskarawane nach Westen. Die Erkenntnis, dass der Landweg nach Oregon passierbar ist, erhielt durch ein Buch des Missionars Samuel Parker weiter Auftrieb. Parker beschrieb darin, wie er 1835 als alternder Mann die Reise schaffte. 1841 reiste die erste Siedlergruppe ohne Begleitung von erfahrenen Mountain Men nach Oregon, mit dabei waren Jesuiten-Missionare um Pierre-Jean De Smet. Einige Siedler stießen bis Fort Vancouver im heutigen Washington vor. Längst nicht alle Emigranten erreichten ihr Ziel. Z. B. 1841 kehrten ungefähr zehn Prozent der Reisenden wieder um.
Am 16. Mai 1842 startete der erste organisierte Zug von Planwagen mit 100 Personen von Elm Grove aus. Im folgenden Jahr erreichten 900 Siedler Oregon, 800 von ihnen ließen sich im Willamette Valley nieder. Die Siedler bildeten eine provisorische Regierung. Damit begab sich die USA in Konflikt mit den Briten, die bislang über die Hudson’s Bay Company Oregon beherrschte. Trotz der Feindseligkeiten unterstützte John McLoughlin von der Hudson’s Bay Company in Fort Vancouver die neuen Siedler in den Jahren 1842 bis 1845 großzügig. Die britische Presse machte sich über die Absicht der amerikanischen Bürger lustig, Oregon über die Rocky Mountains zu erreichen, oder sie zweifelte über die Ernsthaftigkeit der Emigrations-Versuche. Diese Haltung behielt die britische Presse teilweise bis um 1844 bei, als die Emigration längst im Gange war. 1846 regelte der Oregon-Kompromiss den Grenzverlauf zwischen den Briten und den USA im Westen. Auf dessen Basis entstand zwei Jahre später auf Seiten der USA das Oregon-Territorium. Mit dem Grenzvertrag verlor die britische Presse das Interesse an der Emigration der amerikanischen Siedler.
Die amerikanische Presse unter dem Einfluss von Horace Greeley stand der Emigration nach Westen anfänglich ebenfalls kritisch gegenüber und sah die Notwendigkeit nicht ein, da im Osten ausreichend fruchtbares Land zur Verfügung stand. Auswanderer wurden kritisiert, ihre Familien unnötig in Gefahr zu bringen. Mitte der 1840er Jahre kippte die Stimmung, und die Skepsis wich einer Euphorie, das Gebiet der USA bis an die Westküste des Kontinents auszudehnen. Fortan wurden Emigranten als Helden gepriesen und die Gefahren der Reise verharmlost. Der Entdecker und Politiker John C. Frémont warb für den South Pass als einfacheren Übergang über die Rockys. US-Präsident James K. Polk schlug 1845 vor, erfolgreiche Pioniere, die Oregon erreichten, mit einem kostenlosen Stück Land zu belohnen. Sein Vorstoß scheiterte jedoch.
Schon bald boten geschäftstüchtige Personen entlang des Oregon Trails ihre Dienste an. 1843 wurde die erste kommerziell betriebene Fähre am Kansas River in Betrieb genommen. Aufgrund des hohen Preises bauten die meisten Auswanderer aber ihre eigenen Fähren. In Oregon und Kalifornien halfen viele frühe Siedler Neuankömmlingen, versorgten sie medizinisch, boten ihnen Unterkünfte an, kamen ihnen mit Proviant entgegen und patrouillierten wegen feindlicher Indianer. Auch Missionsstationen waren wichtig für Einwanderer, die spät im Jahr eintrafen und verzweifelt einen Platz zur Überwinterung suchten. In Kalifornien tat sich besonders John Sutter mit seinem Fort Sutter hervor in der großzügigen Unterstützung von in Not geratenen Immigranten.
Im Winter 1846 ereignete sich eines der größten Unglücke in der Geschichte des Oregon Trails: Etwa 90 Emigranten unter der Führung von George Donner wurden auf dem Weg nach Kalifornien am Donner Pass von frühem Schneefall überrascht. Rund die Hälfte der Donner Party starb und viele der übrigen überlebten nur dank Kannibalismus. Dieses Ereignis wurde in der Presse zwar mehrheitlich verschwiegen, ab diesem Zeitpunkt ging die euphorisch-romantisierende Berichterstattung aber allmählich in eine realistischere über und Zeitungen veröffentlichten nützliche Informationen zum Routenverlauf sowie Briefe von Siedlern in Oregon.
Viele Hunderttausende Auswanderer nach Oregon und Kalifornien folgten, besonders nach dem Goldfund in Kalifornien 1848. Während dieser Zeit verbreitete sich die Cholera über die Prärie. Die steigende Zahl der Emigranten setzten die Indianerstämme im Westen immer mehr unter Druck und es kam vermehrt zu Spannungen zwischen Auswanderern und Indianern. Vermutlich eingeschleppte Masernerreger, die bei den Cayuse- und Umatilla-Indianern viele Todesopfer forderten, brachte diese gegen die weißen Siedler auf. 1847 verübten Cayuse- und Umatilla-Indianer das Whitman-Massaker am Missionar Marcus Whitman, seiner Familie und 15 weiteren Siedlern. Der folgende Cayuse-Krieg machte ein militärisches Engagement im pazifischen Nordwesten notwendig. Der Krieg endete 1855 mit der Niederlage der beteiligten Indianerstämme und deren Umsiedlung in Indianerreservate.

### Ausbau und Verbesserung des Trails

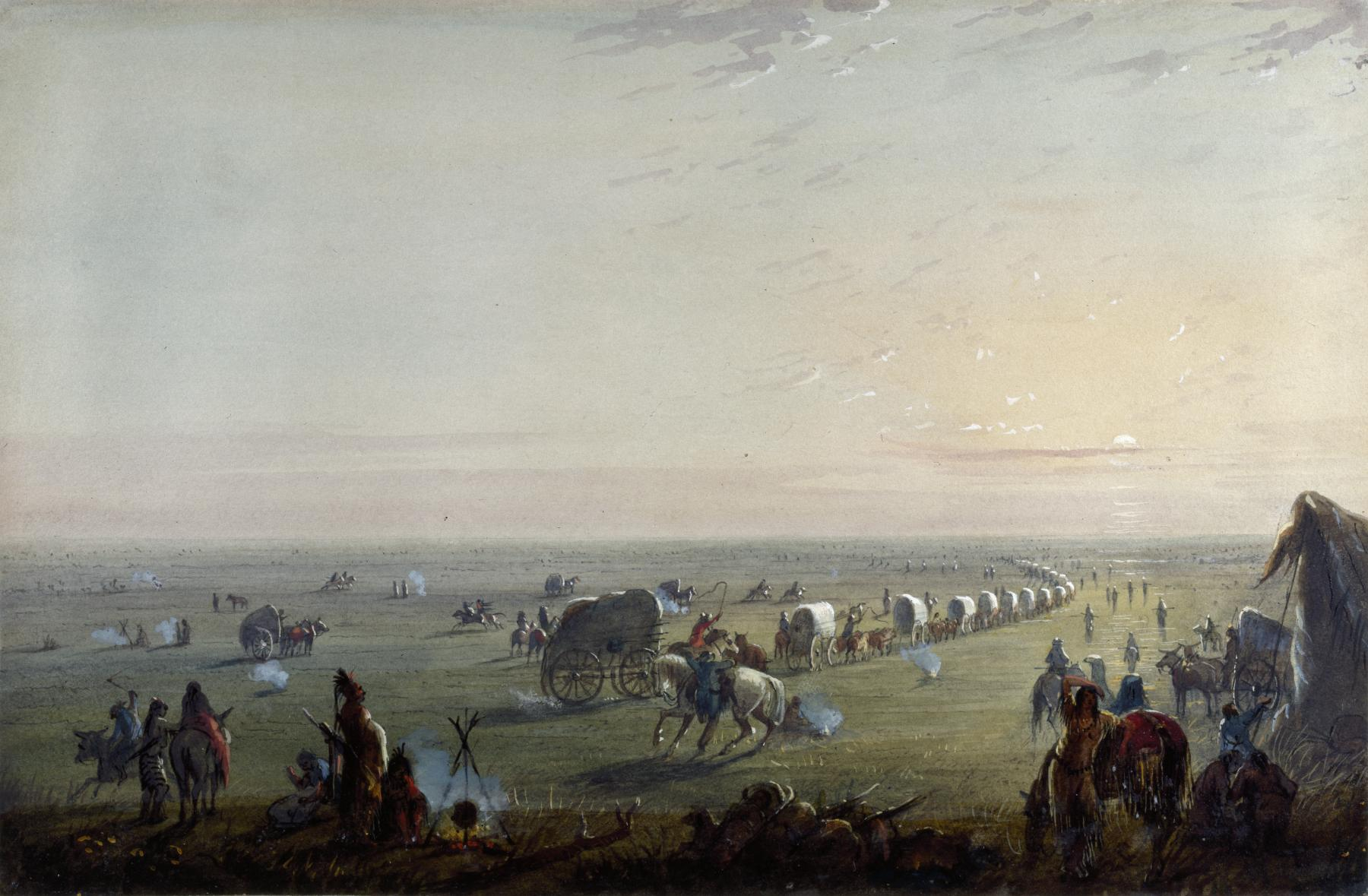
Abbruch eines Camps bei Sonnenaufgang. Gemälde von Alfred Jacob Miller

Die Route wurde stetig verbessert, verkürzt und die Infrastruktur entlang der Route sowohl von der Regierung als auch aus privater Initiative ausgebaut. 1845 hatte Colonel Stephen W. Kearny erstmals eine Truppe der US Army zum South Pass und zurück nach Osten geführt. Im folgenden Jahr gab das US-Parlament Geld zur Errichtung von Armeeposten entlang des Oregon Trails. Stephen W. Kearny ließ am Westufer des Missouri Rivers eine erste Station errichten, das Fort Kearny. Der Aufbau der Fortkette verzögerte sich aufgrund des Ausbruchs des Mexikanisch-Amerikanischen Krieg, auch Fort Kearny wurde vorübergehend verlassen.
1849 ritten die rund 600 Männer des 3. US-Kavallerieregiments die gesamte Strecke des Oregon Trails ab und errichteten unterwegs militärische Posten. Nach Fort Kearny waren Fort Laramie und Fort Hall die nächsten Militärposten, wobei die Armee beide Forts privaten Händlern abkaufte und in Militärstützpunkte umwandelte. Fort Hall wurde im kommenden Frühling aufgrund des schwierigen Nachschubs wieder aufgegeben. Im Mai 1850 wurde Camp Drum errichtet. Während der 1850er Jahre baute das 3. US-Kavallerieregiment in Gegenden mit erhöhtem Konfliktpotential mit Indianern weitere Armeeposten. Für die Reisenden des Oregon Trails boten die Militärstationen nicht nur Schutz, sondern auch Möglichkeiten, sich mit Proviant und Ersatzteilen zu versorgen. Oft erhielten verzweifelte Auswanderer in Armeeposten gar kostenlos das Nötigste. In den 1850er Jahren waren bis zu 90 Prozent der Truppen der US Army in den 79 Armeeposten westlich des Mississippi stationiert.
Die US-Regierung versuchte auch durch Verhandlungen mit Indianerstämmen den Trail zu befrieden. 1848 bezahlte sie 2000 US-Dollar für 600 mi². 1851 lud sie verschiedene Stämme zu einem Treffen bei Fort Laramie ein. Über 10.000 Indianer nahmen teil. Bei diesem Treffen wurden im Vertrag von Fort Laramie die Grenzen definiert und die USA erhielten die Erlaubnis, Forts und Straßen zu bauen. Dafür wurden den Indianern Handelsgüter im Wert von jährlich 50.000 US-Dollar während 50 Jahren zugesichert. Allerdings nahmen nicht alle Gruppen der beteiligten Stämme am Treffen teil, diese fühlten sich nicht an die Vereinbarungen gebunden.
Gegen 1850 ließen sich immer mehr Siedler unterwegs nieder und boten ihre Dienste an. Es entstanden privat betriebene Fähren, Brücken, Schmieden, Handelsposten und ähnliches. Die Handelsposten bestanden anfänglich oft nur aus einfachen Zelten. Bereits 1843 hatten Jim Bridger und Louis Vasquez südwestlich des South Pass mit dem Fort Bridger eine private Handelsstation am Oregon Trail errichtet. Vielfach siedelten sich Werkstätten unmittelbar bei Fährbetrieben an. Besonders die Dienste der Schmieden nutzten die Reisenden häufig. In der Gegend westlich des South Pass beteiligten sich besonders die Mormonen an den Geschäftstätigkeiten. 1849 kostete die Überfahrt eines Wagens auf einer ihrer Fähren fünf US-Dollar, die Einnahmen dieser Fähre beliefen sich in der ganzen Saison auf geschätzte 6500 bis 10.000 US-Dollar. Als Konkurrenz zu den Fähren bauten Unternehmer vermehrt Brücken, die allerdings hohe Anfangsinvestitionen erforderten. Beispielsweise 1853 wurde für 14.000 bis 16.000 US-Dollar eine neue Brücke über den North Platte River gebaut. Bereits im ersten Betriebsjahr brachte die Brücke aber 40.000 US-Dollar ein. Die unterschiedlichen Preise im Osten und Westen regte die Geschäftstätigkeit von Händlern an. So konnte in Missouri gekauftes Vieh in Kalifornien zu einem Mehrfachen des Kaufpreises verkauft werden. Für Viehhändler lohnte es sich, Schafe, Ochsen, Kühe und Pferde nach Westen zu treiben, auch wenn sie unterwegs mit einem Verlust von 10 bis 20 Prozent rechnen mussten. Diese Tätigkeit hatte ihren Höhepunkt zwischen 1852 und 1854. Für 1853 wird die Anzahl der über Land nach Westen getriebenen Schafe und Rinder auf 300.000 geschätzt.
Im August 1850 startete ein staatlicher, monatlicher Briefpostdienst zwischen Independence und Salt Lake City, 1851 wurde in Fort Laramie eine Zwischenstation eingerichtet. Im selben Jahr entstand ein weiterer Briefpostdienst zwischen Salt Lake City und Sacramento. Vielfach trafen die Briefe verspätet und teilweise gar nicht ein. 1858 wurde das Auslieferungsintervall zwischen Independence und Salt Lake City zwischenzeitlich auf eine Woche erhöht. 1860 entstand mit dem Pony-Express eine private Konkurrenz. Bereits ein Jahr später verloren die Briefkuriere aufgrund des neuen Telegrafennetzes an Bedeutung.
Der kalifornische Goldrausch veränderte die Zusammensetzung der Auswanderer-Gruppen. Zuvor waren vor allem Auswanderer-Familien unterwegs, mit dem Goldrausch vor allem Männer. Während des kalifornischen Goldrausches entstanden in Kalifornien und Oregon die ersten Zeitungen im Westen, die von der US-Regierung immer eindringlicher Unterstützung und militärischen Schutz des Oregon Trails forderte. Die frühen 1850er Jahre waren klimatisch schwierig, weshalb viele Auswanderer unterwegs sämtlichen Besitz zurücklassen mussten und ihr Ziel nur mit äußersten Anstrengungen zu Fuß erreichten. Viele der Emigranten mit dem Ziel Kalifornien änderten ihre Route nach Oregon. Die Superintendenten von Washington und Oregon waren an Frieden mit den Indianern interessiert. Beispielsweise 1856 erhielten Gruppen der Shoshone Geschenke im Wert von 4500 US-Dollar.
1854 führte eine Kuh eines Reisenden des Oregon Trails, die sich zu einem Lager der Lakota-Indianer verirrte und dort getötet wurde, zum Grattan-Massaker. Das Gefecht war die erste bewaffnete Auseinandersetzung zwischen den Lakota und der US Army.
1857 verließen Siedler der Mormonen das Carson River Valley und zogen nach Nordosten, wo sie die Salt Lake City und weitere knapp 400 Siedlungen gründeten.
1860 ließ Frederick Lander große Wasserreservoire bei Rabbit Hole Springs und Antelope Springs bauen.

### Das Ende der Nutzung
Um 1850 entstanden Ideen für alternative Reiseformen, so etwa Reisen per Ballon, Postkutsche oder durch Windsegel unterstützte Wagen. Geschäftsleute setzten ab 1849 die Idee eines mit Zugtieren gezogenen Reisezuges um. Diese Züge erreichten teilweise deutlich höhere Geschwindigkeiten. 1860 schaffte ein solcher Zug die Strecke von St. Joseph nach Salt Lake City in 19 Tagen. Die Reise mit dem Zug kostete jedoch mit mehreren Hundert US-Dollar mehr als die Reise im Planwagen. Außerdem konnten die Reisenden nur ein beschränktes Gewicht an Gepäck mitnehmen.
Gegen Mitte der 1850er Jahre tauchten erste Forderungen nach einer Eisenbahnlinie quer über den amerikanischen Kontinent auf. Im Osten berichteten die Zeitungen in den 1850er Jahren merklich objektiver und weniger romantisierend oder dramatisierend vom Oregon Trail als zuvor. Die Auswanderer waren deshalb meist besser auf die Reise vorbereitet.
Die Route wurde noch während des Amerikanischen Bürgerkrieges benutzt. Der Pfad verlor an Bedeutung, als 1869 die transkontinentale Eisenbahn eröffnet wurde. Ihre Route verlief weiter südlich.

## Streckenführung

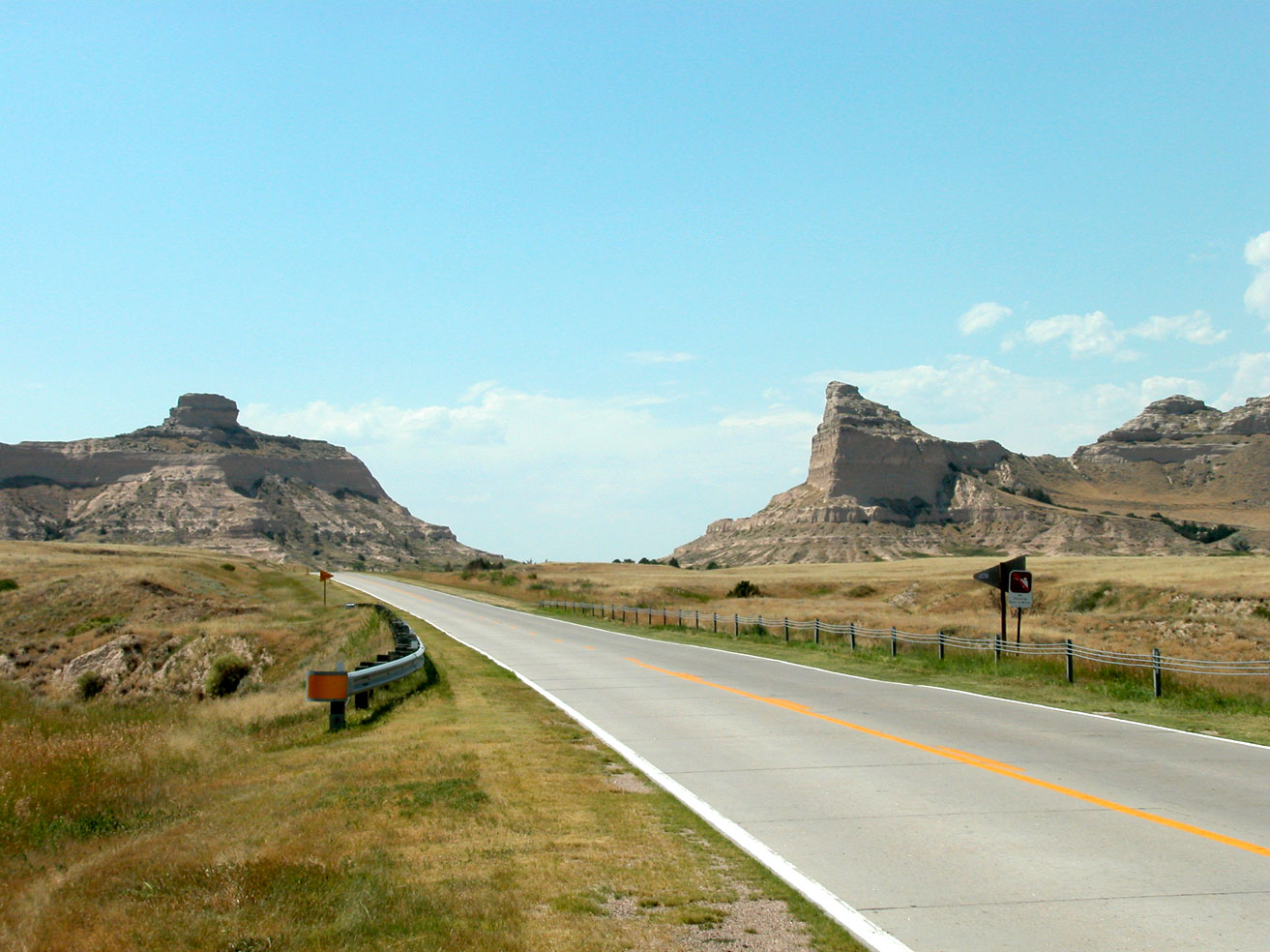
Scotts Bluff in Nebraska

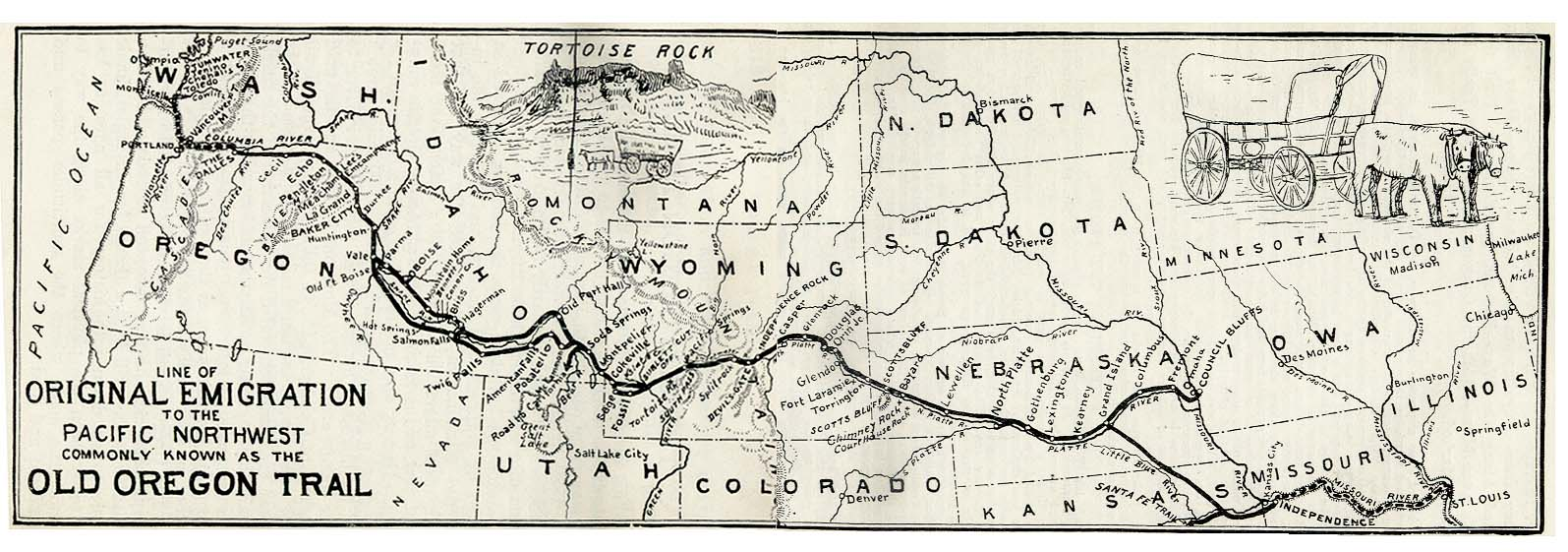
Oregon Trail

Quelle:

### Great Plains
Verschiedene Ortschaften im Osten konkurrierten mit Kampagnen um die führende Stadt für die Ausrüstung und den Reisestart nach Westen. In den frühen Jahren des Oregon Trails kam Independence eine sehr wichtige Position zu, die sie mit dem Goldrausch allmählich an St. Joseph und Kanesville verlor. Kanesville diente besonders den Mormonen als Ausgangsort für ihre Auswanderung nach Utah. St. Joseph, Kansas City und Kanesville waren alle am Missouri River gelegen. Die Ausrüstung von Siedlertrecks war von großer wirtschaftlicher Bedeutung. 1849 etwa gaben Goldsucher in Independence 150.000 US-Dollar aus.
Die Route von Independence aus führte nach Nordwesten zum Little Blue River. Während der Zeiten der aktiven Nutzung des Oregon Trails wurde unterwegs der Grundstein gelegt für mehrere Ortschaften wie Lawrence (Kansas) und Topeka. Westlich von Marysville (Kansas) vereinigte sich die Route mit jener von St. Joseph aus. Die Siedler folgten ungefähr dem Little Blue River bis südlich vom heutigen Hastings (Nebraska), wo sie weiter nach Nordwesten zum Platte River reisten. 1848 entstand dort am Platte River der Militärposten Fort Kearny.
Der Oregon Trail führte nun im Wesentlichen entlang dem Platte River durch die Great Plains, zwischen Fort McPherson und California Hill dem South Platte River und anschließend etwa bis zum heutigen Casper (Wyoming) dem North Platte River. Die Siedler orientierten sich an Landmarken wie dem Chimney Rock, dem Register Cliff, dem Laramie Peak, der Ayres Natural Bridge und dem Independence Rock. An einigen Landmarken wie dem Register Cliff haben viele Siedler ihren Namen und eine Jahreszahl als Zeichen und Nachricht für die Folgenden hinterlassen. Das Gelände steigt auf diesem Streckenabschnitt kontinuierlich kaum merklich an, vom Zusammenfluss des North Platte Rivers mit dem South Platt River auf 850 Metern bis nach Casper auf 1550 Metern. Auf dieser Strecke sind bei den Oregon Trail Ruts auf einer Strecke von etwa 800 Metern noch Spuren der Wagen und Zugtiere in einer erodierten Sandsteinrippe erhalten geblieben. Die Stelle wurde im Jahr 1966 zu einem National Historic Landmark erklärt.

### Rocky Mountains und Blue Mountains

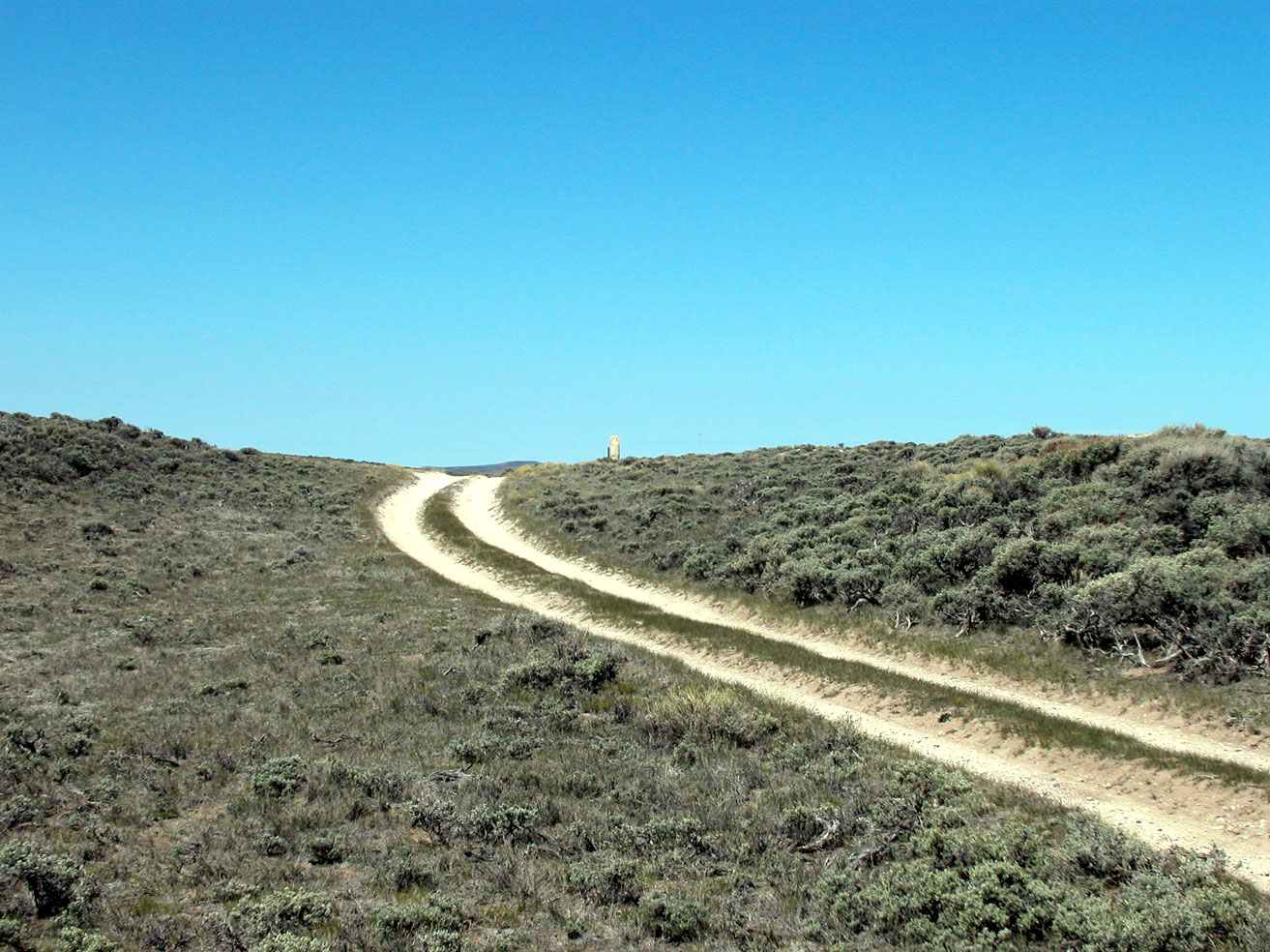
South Pass in Wyoming, die bequemste Passage über die Rocky Mountains

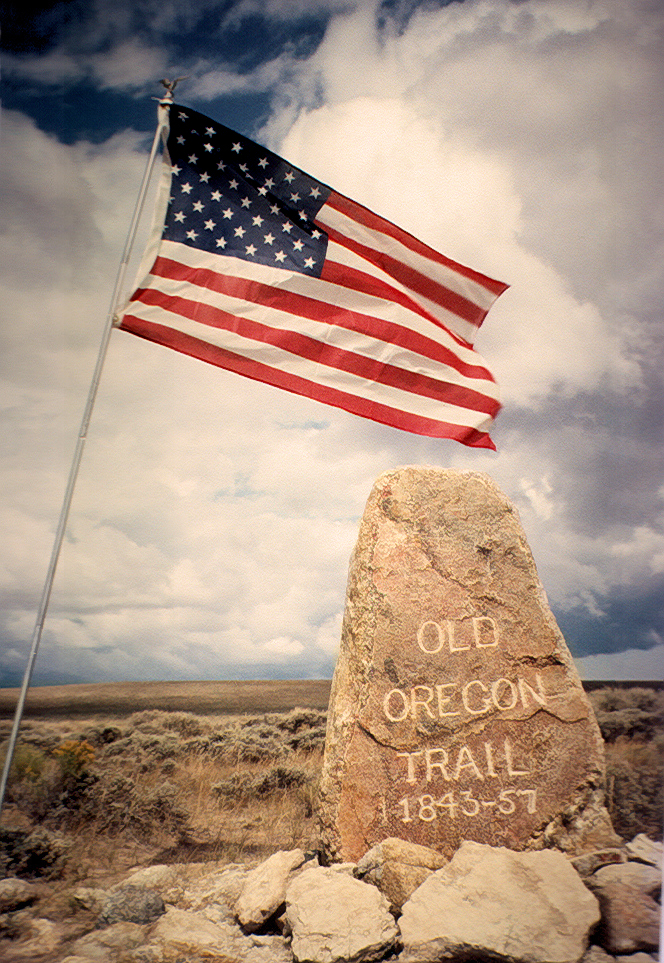
Von Ezra Meeker im Jahre 1906 errichteter Stein auf dem South Pass

Nach Casper entfernten sich die Siedler vom North Platte River und zogen weiter nach Westen zum Sweetwater River. Mit ihm erreichten sie die Rocky Mountains, die sie über den auf 2265 m Höhe gelegenen South Pass überquerten. Weiter führte die Route zum Fort Bridger, nördlich des Bear Lakes über Soda Springs nach Fort Hall, wo sie auf etwa 1350 m den Snake River erreichten.
Ab 1840 ließ die US-Regierung Erkundungsexpeditionen im Gebiet der Rocky Mountains durchführen, die besonders ab 1850 zu wesentlichen Verbesserungen der Route führten. 1857 bewilligte der US-Kongress 300.000 US-Dollar für eine Straße zwischen Kearny und Honey Lake in Kalifornien. Unter der Leitung von Frederick Lander brachte der Bau der Straße eine zeitliche Einsparung von fünf Reisetagen. Insgesamt verkürzten die Verbesserungen durch die US-Regierung die Reise von über 130 Tagen auf teilweise unter 70 Tage. 1858/59 errichtete James H. Simpson eine neue Route zwischen Camp Floyd und Fort Bridger, die eine Einsparung von 288 Meilen brachte.
Den Snake River entlang führte die traditionelle Route weiter über das heutige Twin Falls nach Glenns Ferry. Dort folgten einige Siedler weiter dem Snake River, andere zogen auf einer Route weiter nördlich über das heutige Boise nach Fort Boise, wo sie wieder auf den Snake River stießen und diesen überquerten. Ab 1862 verschob sich die Route. In diesem Jahr blockierten Schoschonen und Bannock-Indianer die Hauptroute am Snake River, als sie sich gegen die in ihr Land eindringenden Weißen wehrten.  Um den Indianern zu entgehen, wurde der größte Siedlerzug aller Zeiten auf dem Oregon-Trail mit 338 Wagen und 1095 Menschen von Tim Goodale über eine nördliche Route geführt, die ab da als Goodale-Cutoff bezeichnet und auch in den Folgejahren bevorzugt wurde. Diese führte am nördlichen Rand der Snake River Plain entlang und umging so die großflächigen und nicht erkundeten Lavafelder des heutigen Craters of the Moon National Monument, bis sie bei Bliss wieder auf den Fluss stieß und diesem nach Boise folgte.
Nach der Überquerung des Snake River verschmolz ihre Route mit einer südlich des Flusses entlang führenden Route, und die Siedler konnten bereits die Blue Mountains vor sich erkennen. Der weitere Verlauf der Route bis nach Pendleton, das zur Mitte der Oregon-Trail-Phase entstand, deckt sich ungefähr mit dem heutigen Interstate 84. Im Gegensatz zu diesem zogen sie nicht unmittelbar zum Columbia River, sondern reisten weiter nördlich und trafen erst vor The Dalles auf den Columbia.
Die Immigranten mussten sich dann entscheiden, ob sie auf dem Columbia nach Fort Vancouver mit dem Floß fuhren oder eine sehr steile Strecke, die Barlow Road, zum Willamette Valley fuhren. Die Barlow-Straße wurde 1846 als Mautstraße eingerichtet. Die Maut betrug fünf Dollar für jede Person sowie zehn Cents für jedes Stück Vieh. Sie wurde nach Samuel K. Barlow benannt, der die Route von Tygh Valley in Nord-Oregon bis Oregon City 1845 entdeckte. Die meisten Siedler fuhren weiter bis zum Willamette Valley. Die einzige Alternative war ein anstrengender und gefährlicher Weg über den Columbia River.
Die Barlow Road wurde 1992 zum Historic District erklärt. Seit 2005 ist er Teil des Mt. Hood Scenic Byway. Die heutigen Landstraßen verlaufen größtenteils auf oder neben dem Pfad, z. B. der U.S. Highway 26.
Die Streckenverbesserungen reduzierte die Reisezeit von durchschnittlich 166 Tagen in den Jahren 1841–1849 auf 129 in den Jahren 1850–1860.
Oregon und Kalifornien lieferten sich als Zielorte einen ähnlichen Konkurrenzkampf wie die Startorte. Ein Argument für Kalifornien war bis 1846 der drohende Krieg mit England in Oregon. Für Oregon sprach die Möglichkeit, dank dem Columbia River von The Dalles bis Fort Vancouver, Portland oder Oregon City auf dem Wasserweg reisen zu können.
1845 reiste eine Delegation von Kalifornien nach Fort Hall, um die Siedler des Oregon Trails zu bewegen, sich in Kalifornien niederzulassen. Sie boten den Auswanderern an, ihnen Führer bereitzustellen und ihnen mit Proviant entgegenzukommen. Diese Maßnahmen erwiesen sich als erfolgreich, weshalb sie im Folgejahr wiederholt wurden. Allerdings schickte nun auch Oregon eine Delegation nach Fort Hall und die meisten Siedler entschieden sich für die Weiterreise nach Oregon. Beide Parteien waren auch bestrebt, die Route zu ihnen zu verbessern.
Das Ende des Oregon Trails war typischerweise Oregon City. Als Alternative zum Wasserweg richtete Samuel Barlow 1846 die Barlow Road ein. Im nächsten Jahr entstand als Erweiterung des California Trails eine Route von Süden nach Salem, der Applegate Trail.

## Ausrüstung und Organisation

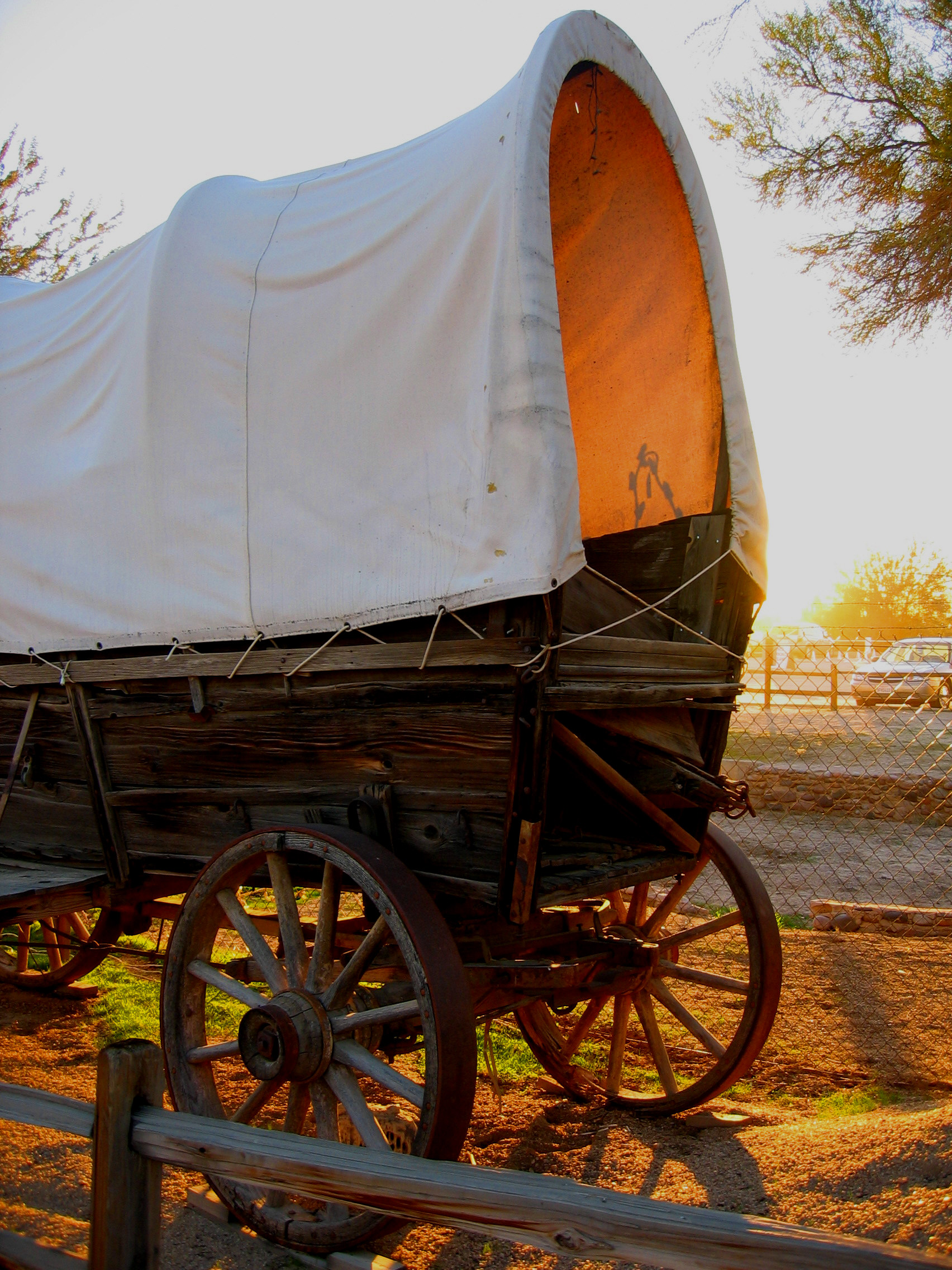
Planwagen

Die Auswanderer reisten meist mit einem Planwagen, in dem sie ihr Gepäck verstauten. Mehr als die Hälfte der Wagen wurde von Ochsen gezogen. Ochsen konnten im Zielort von den Farmern zur Arbeit genutzt werden, außerdem wurden sie unterwegs weniger oft gestohlen als Pferde oder Maultiere, die ebenfalls als Zugtiere eingesetzt wurden.
Die Trecks bestanden oft aus Dutzenden von Planwagen, manchmal als lose Verbände organisiert, manchmal als gut strukturierte Gruppen mit verbindlichen, schriftlich festgehaltenen Verhaltensregeln und Satzungen. Organisiert wurden sie von Geschäftsleuten im Osten. Besonders in den frühen Jahren wurden die Trecks von erfahrenen Mountain Men wie Stephen Meek, Thomas Fitzpatrick, Andrew Sublette, John Gantt, Caleb Greenwood oder von im Westen tätigen Missionaren wie Marcus Whitman geführt. Meek erhielt 1845 für die Führung eines Wagentrecks von Independence nach Fort Vancouver 250 US-Dollar. Ein Jahr später waren die Spuren der Trecks bereits so gut sichtbar, dass ein Führer nicht mehr zwingend notwendig war. Außerdem waren die Organisatoren der Trecks meist schon mindestens einmal nach Westen und zurück gereist und kannten die Strecke.
Der Zeitpunkt der Reise war elementar wichtig. Der Start war jeweils im Frühling; vor Wintereinbruch mussten die Auswanderer zwingend im Westen ankommen. Viele Auswanderer trafen schon Wochen oder gar Monate vor der Abreise an den Startorten ein. An diesen Startorten versorgten sie sich mit Planwagen, Zugtieren, Ersatzteilen und Proviant für die Reise. Die Preise stiegen mit den Jahren stark an. Ein Geschirr kostete 1846 noch 25 US-Dollar, drei Jahre später bereits 60 US-Dollar.
Kaum hatten die Auswanderer ihre Reise angetreten, merkten viele, dass ihre Wagen überladen waren und warfen Unnötiges unterwegs weg. Von Ausrüstungsstädten wie St. Josephs aus sammelten geschäftige Personen die weggeworfenen Güter ein und verkauften sie erneut. Besonders viele Güter wurden in der Gegend nach Fort Laramie weggeworfen, oft sogar Wagen und Zugtiere. Allein für das Jahr 1850 wird die Anzahl zurückgelassener Wagen in jenem Gebiet auf 2000 geschätzt. Nachfolgenden Reisenden dienten die zurückgelassenen Güter zur Ersetzung von defekter Ware oder von Ware minderer Qualität.
Unterwegs hinterließen die Reisenden oft Warnungen, etwa über ungenießbares Wasser oder über eine gefährliche Abkürzung, aber auch Neuigkeiten. 1850 hinterließ jemand an einem Baum die Nachricht über den Tod von US-Präsident Zachary Taylor.
Verluste und Defekte förderten einen regen Handel unterwegs, sowohl innerhalb der Reisegruppe als auch mit Externen. Viele Auswanderer, besonders Schmiede, Stellmacher und Ärzte konnten ihr Reisebudget unterwegs durch Arbeitsleistungen aufbessern. Ärzte arbeiteten oft auch kostenlos. In der Not tauschten viele Emigranten ihre Wagen und ihre Habe gegen ein Pferd oder Maultier ein. Die Preise für Reittiere waren deswegen hoch, jene für Wagen niedrig. Auch Nahrungsmittel wurden unterwegs teuer gehandelt. Einige Personen machten sich die Not der Reisenden zunutze, fuhren Wasserwagen in wüstenartige Gebiete und verkauften den Dürstenden Wasser zu überhöhten Preisen. 

## Kontakt mit Indianern
Fast alle Auswanderer trafen unterwegs Indianer. Innerhalb der ersten rund 150 km von den Startorten waren die Indianer aufgrund der Arbeit von christlichen Missionaren stark mit der Kultur der Anglo-Amerikaner vertraut. Indianer dienten oft als Handelspartner, als Scouts oder als Retter in der Not. Sie halfen bei Flussübergängen, übernahmen Botengänge oder halfen bei der Jagd. Die Indianer wurden oft als harte Verhandelspartner beschrieben, welche die Notsituation der Auswanderer auszunutzen wussten. Gelegentlich versuchten Indianer, um Frauen zu handeln.
Indianer der Sauk und Fox, Kickapoo, Pawnee und Sioux verlangten teilweise eine Durchreisegebühr (Maut), weil die Wagenzüge ihr Wild vertrieben oder Auswanderer Wild jagten, Holz schlugen und Wasservorräte aufbrauchten. Bisons wurden unterwegs von den Auswanderern oft als Sport abgeschossen, für viele indianische Völker stellten sie aber eine zentrale Nahrungsquelle dar. Der Anspruch auf eine Durchreisegebühr wurde verschiedentlich von der US-Regierung bestätigt. Beispielsweise 1849/50 kostete die Passage beim Wolf Creek in Kansas 25 Cents pro Wagen, 1852 das Doppelte.
Auswanderer berichteten aber auch immer wieder von Diebstählen, beispielsweise von Pferden oder von Entführungen durch Indianer, aber auch durch Banden von Weißen. Gestohlene Pferde verkauften Indianer manchmal an nachfolgende Reisende, was später nicht selten zu Konflikten zwischen dem früheren und dem neuen Besitzer führte.
In späteren Jahren nahmen die Spannungen zu und es kam vermehrt zu Scharmützeln. Im Mai 1852 etwa starben neun Pawnee bei einem Kampf gegen Immigranten. Der Historiker John D. Unruh schätzte in seiner Dissertation von 1979 die von Indianern getöteten Immigranten und die von Immigranten getöteten Indianer insgesamt wie folgt:
| Jahr  | Immigranten | Indianer |
| ----- | ----------- | -------- |
| 1840  | 0           | 0        |
| 1841  | 0           | 1        |
| 1842  | 0           | 0        |
| 1843  | 0           | 0        |
| 1844  | 0           | 0        |
| 1845  | 4           | 1        |
| 1846  | 4           | 20       |
| 1847  | 24          | 2        |
| 1848  | 2           | 2        |
| 1849  | 33          | 60       |
| 1850  | 48          | 76       |
| 1851  | 60          | 70       |
| 1852  | 45          | 70       |
| 1853  | 7           | 9        |
| 1854  | 35          | 40       |
| 1855  | 6           | 10       |
| 1856  | 20          | 15       |
| 1857  | 17          | 30       |
| 1858  | ?           | ?        |
| 1859  | 32          | 10       |
| 1860  | 25          | 10       |
| Total | 362         | 426      |

Etwa 90 Prozent der Zusammenstöße zwischen Auswanderern und Indianern mit tödlichem Ausgang geschahen westlich des South Pass, wie auch die meisten Diebstähle im Westen passierten.
Immer wieder wurden Berichte von Massakern oder Angriffen durch Indianer verbreitet, die jeglicher Grundlage entbehrten. Insgesamt war Diebstahl durch Indianer ein deutlich größeres Problem als die Bedrohung des Lebens.
Die Indianer hatten die meisten Menschenleben aufgrund von Krankheiten zu beklagen, die durch Auswanderer eingeschleppt wurden. Besonders die Cholera wütete brutal bei den Osage, Sauk und Fox, Kansa, Kickapoo, Potawatomi, Wyandot Miami, Lenni Lenape, Shawnee, Pawnee, Cheyenne und Sioux.

## Statistik
Gemäß Schätzungen von Unruh ergeben sich bis 1860 folgende Auswandererzahlen über den Oregon Trail nach Oregon, Kalifornien oder Utah.
| Jahr    | Oregon | Kalifornien | Utah   | Total   |
| ------- | ------ | ----------- | ------ | ------- |
| 1834–39 | 20     | —           | —      | 20      |
| 1840    | 13     | —           | —      | 13      |
| 1841    | 24     | 34          | —      | 58      |
| 1842    | 125    | —           | —      | 125     |
| 1843    | 875    | 38          | —      | 913     |
| 1844    | 1.475  | 53          | —      | 1.528   |
| 1845    | 2.500  | 260         | —      | 2.760   |
| 1846    | 1.200  | 1.500       | —      | 2.700   |
| 1847    | 4.000  | 450         | 2.200  | 6.650   |
| 1848    | 1.300  | 400         | 2.400  | 4.100   |
| 1849    | 450    | 25.000      | 1.500  | 26.950  |
| 1850    | 6.000  | 44.000      | 2.500  | 52.500  |
| 1851    | 3.600  | 1.100       | 1.500  | 6.200   |
| 1852    | 10.000 | 50.000      | 10.000 | 70.000  |
| 1853    | 7.500  | 20.000      | 8.000  | 35.500  |
| 1854    | 6.000  | 12.000      | 3.200  | 21.200  |
| 1855    | 500    | 1.500       | 4.700  | 6.700   |
| 1856    | 1.000  | 8.000       | 2.400  | 11.400  |
| 1857    | 1.500  | 4.000       | 1.300  | 6.800   |
| 1858    | 1.500  | 6.000       | 150    | 7.650   |
| 1859    | 2.000  | 17.000      | 1.400  | 20.400  |
| 1860    | 1.500  | 9.000       | 1.600  | 12.100  |
| Total   | 53.000 | 200.300     | 43.000 | 296.300 |

1850 reisten am meisten Emigranten nach Westen. Gemäß der Registrierung in Fort Laramie erreichten zwischen Mai und August oft mehrere Tausend Durchreisende den Militärposten.
Die Todesfälle unterwegs werden auf etwa 5 Prozent der Auswanderer geschätzt. Für rund 90 Prozent der Todesfälle waren Krankheiten und Unfälle verantwortlich. Die Cholera, Brucellose und Skorbut waren die gefährlichsten Krankheiten, ferner führten auch Durchfall, Tuberkulose, Pocken und Mumps teilweise zum Tod. Die meisten Tote forderte die Strecke westlich von Fort Laramie, die deutlich gefährlicher war, als die erste Hälfte der Route.

## Alternativrouten nach Oregon und Kalifornien
Der Oregon Trail stand in Konkurrenz zu anderen Routen nach Westen. Von 1849 bis 1860 reisten rund zwei Drittel aller Auswanderer nach Westen auf alternativen Routen wie den Santa Fe Trail, den Gila Trail, den Old Spanish Trail oder auf dem Seeweg entweder via Nicaragua und Panama oder via Kap Hoorn. 1849 dauerte die Reise von der Ostküste bis nach San Francisco um das Kap Hoorn durchschnittlich 170 Tage bei Ausgaben von 600 US-Dollar pro Person. Über die Panama-Route dauerte die Reise nur sechs Wochen und die Ausgaben beliefen sich auf 500 US-Dollar. Für den Oregon Trail mussten Reisende etwa 130 Tage rechnen. Ein Jahr später konnte die Reise über die Panama-Route auf drei bis vier Wochen reduziert werden bei Kosten von etwa 100 US-Dollar pro Person.

## Gegenwart
Das Pioneer Trails Museum in Bridgeport (Nebraska) ist dem Oregon Trail sowie dem Mormon Trail gewidmet.

## Rezeption

### Kinofilme und -serien
- Die Karawane (1923)
- The Oregon Trail (Serie, 1923)
- Der große Treck (Film, 1930), Hauptdarsteller: John Wayne
- Oregon Trail (Film, 1945)
- The Oregon Trail (Film, 1936), Hauptdarsteller: John Wayne
- The Oregon Trail (Serie, 1939)
- The Oregon Trail (Film, 1959), Hauptdarsteller: Fred MacMurray
- Der Weg nach Westen, (1967), Hauptdarsteller: Kirk Douglas, Robert Mitchum, Richard Widmark
- Auf dem Weg nach Oregon (Meek’s Cutoff) (2010)

### Fernsehen
- The Oregon Trail (Fernsehserie, 1976)
- The Oregon Trail (Fernsehserie, 1977)
- Der lange Treck (Fernsehserie, 1979–1980)
- 1883 (Fernsehserie, 2022)

### Computerspiele
- The Oregon Trail, ein Edutainment-Computerspiel

### Musicals
- The Trail to Oregon!, ein Musical produziert von StarKid